# Öppen anstalt
Öppen anstalt är en kriminalvårdsanstalt med låg säkerhetsnivå och relativt hög grad av frihet för de intagna.

## Sverige
Inom den svenska kriminalvården är "öppen anstalt" idag en informell beteckning på fängelse med den lägsta säkerhetsklassningen. Begreppet öppen anstalt förekom fram till 2011 även i lagstiftningen.
Nuvarande system för säkerhetsklassning använder skalan 1-3, vilket innebär att säkerhetsklass 3 motsvarar "öppen anstalt" medan fängelser med säkerhetsklass 1-2 motsvarar "sluten anstalt". Enligt tidigare säkerhetsklassning på skalan A-E hade öppna anstalter säkerhetsklass E och slutna anstalter säkerhetsklass A-D.
Fängelser i säkerhetsklass 3 saknar direkta rymningshinder. Det innebär att de intagna kan röra sig fritt på anstalten, och att anstalten endast låses nattetid. De som sitter på öppen anstalt är vanligtvis förstagångsförbrytare som är dömda för lindrigare brott, eller dömda till allvarligare brott som har fått möjlighet att avtjäna den sista tiden av fängelsestraffet på öppen anstalt.
Fram till 1 april 2011 gällde Lag (1974:203) om kriminalvård i anstalt, som angav att en intagen borde placeras i öppen anstalt, "om inte placering i en sluten anstalt är nödvändig av säkerhetsskäl eller för att den intagne skall få möjlighet till sådant arbete eller sådan undervisning, utbildning eller särskild behandling som inte lämpligen kan ordnas i en öppen anstalt."  Från 1 april 2011 gäller istället Fängelselagen, som saknar särskilda bestämmelser om öppna anstalter.

### Öppna anstalter
I Sverige finns 2016 följande 16 fängelser med säkerhetsklass 3: Anstalten Asptuna, Anstalten Färingsö, Anstalten Gruvberget, Anstalten Kolmården, Anstalten Kristianstad, Anstalten Ljustadalen, Anstalten Ringsjön, Anstalten Rödjan, Anstalten Sagsjön, Anstalten Skenäs, Anstalten Skogome, Anstalten Svartsjö, Anstalten Sörbyn, Anstalten Tillberga, Anstalten Tygelsjö och Anstalten Östragård.
Tidigare öppna anstalter inkluderar Anstalten Holmängen, Anstalten Smälteryd, Anstalten Viskan och Anstalten Åby. Dessutom har öppna avdelningar funnits på anstalterna Beateberg, Gävle, Halmstad, Haparanda, Helsingborg, Hinseberg, Roxtuna, Skogome och Täby.